# Île Paté
Pour les articles homonymes, voir île de Paté.
L'île Paté est l'une des îles de l'estuaire de la Gironde. Située au large de la ville de Blaye, dans le département de la Gironde et la région Nouvelle-Aquitaine, elle abrite l'un des trois forts édifiés au XVIIe siècle par Vauban afin de défendre la ville de Bordeaux : le fort Paté. Ce dernier est classé depuis 2008 sur la liste du patrimoine mondial de l'Unesco.

## Historique
Tout comme les autres îles de l'estuaire, l'île Paté doit son existence à l'accumulation d'alluvions fluviatiles et de sables d'origine océanique, portés par le flux régulier des marées. Au XVIIe siècle, elle se limite à un simple banc de sable lorsque Vauban décide d'en faire l'un des éléments de son triptyque défensif destiné à la protection du port de Bordeaux. Ce dernier confie à l'ingénieur général des provinces et côtes de Guyenne François Ferry le soin de consolider l'îlot afin de pouvoir y édifier un fort. C'est ainsi qu'est décidée la construction d'un vaste grillage ovoïde - ou radier - porté par des pilotis, destiné tant à stabiliser l'îlot qu'à servir de support au fortin.
Les berges et pilotis de l'Isle Pâté ont également été renforcés par des briques et une forme rudimentaire de béton produit localement avec d'excellentes propriétés de résistance à l'eau. Des excréments humains et animaux, riches en silicium, aluminium et calcium ont été mélangés avec du gravier, du sable et de l'eau. Un type local de brique appelé localement «une mounaque» fut utilisé. Lorsque la base d'argile fut renforcée, la végétation a fixé encore les sédiments et l'île est devenue nettement moins marécageuse, permettant le début de constructions lourdes.
L'île Paté est soumise à un phénomène d'érosion du fait de la puissance des courants de l'estuaire : ainsi, de 1723 à 1912, sa superficie passe de 20 à 13 hectares.

## Peuplement
Comme la plupart des îles de l'estuaire, l'île Paté est habitée par l'homme dès le XVIIe siècle. Une garnison de quinze soldats réside de manière permanente sur l'île jusqu'au XIXe siècle. La petite taille de l'île ne permettant pas d'y établir des cultures, elle n'est cependant pas colonisée par la suite.
Aujourd'hui, des excursions sont organisées afin d'approcher au plus près l'île en bateau.

## Le nom de l'île.
Après la construction du fort, l'île fut nommée familièrement par les soldats sous le nom d'"Isle Chiabrena", à cause de la matière fécale utilisée des briques qui étaient fabriquées dans la ville. Cependant, elle est devenue Isle Pâté après que l'éponyme Fort Pâté par décret royal car le roi disait que la forme de la fortification présenterait à celle de son pâté préféré, qui était de forme ronde.